# Euphorbia filiflora

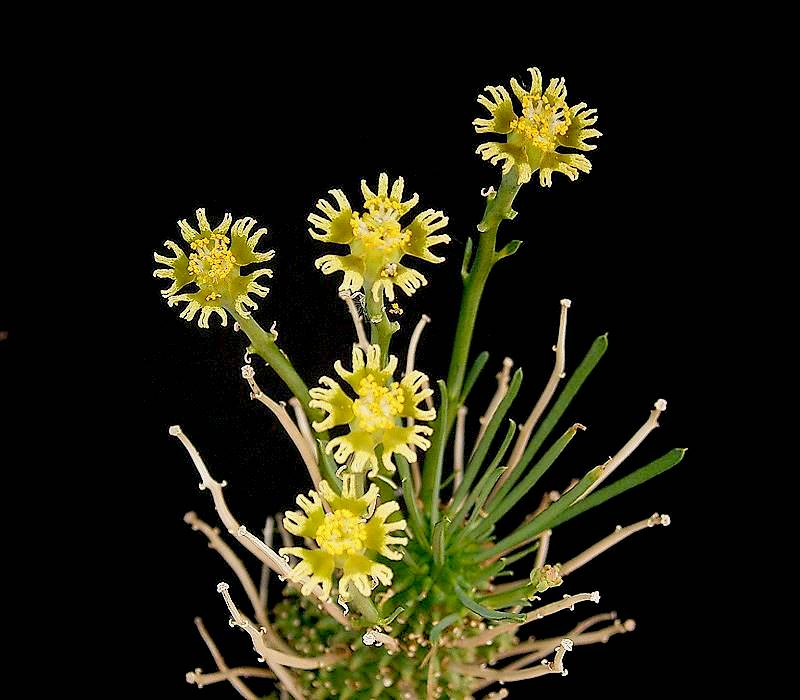
Blüten

Euphorbia filiflora ist eine Pflanzenart aus der Gattung Wolfsmilch (Euphorbia) in der Familie der Wolfsmilchgewächse (Euphorbiaceae).

## Beschreibung
Die sukkulente Euphorbia filiflora bildet kleine Sträucher bis 30 Zentimeter Höhe aus. Die aufrechte Sprossachse erreicht Durchmesser von bis zu 10 Zentimeter und ist mit Warzen besetzt. Im oberen Bereich bilden die Pflanzen eine Vielzahl an Verzweigungen aus. Diese sind bis 8 Zentimeter lang und bis 18 Millimeter dick. Die Oberfläche der Triebe ist dicht mit vorstehenden und konischen Warzen besetzt. Die linealischen Blätter werden 2 bis 5 Zentimeter lang und sind vergänglich.
Die einzelnen Cyathien erscheinen an den Triebspitzen und stehen an ausdauernden Blütenstandstielen, die bis 8 Zentimeter lang werden. Die Stiele sind locker mit Tragblätter versehen. Die Cyathien erreichen einen Durchmesser von bis zu einem Zentimeter. Die einzeln stehenden Nektardrüsen besitzen an den Rändern zwei bis vier linealisch geformte und gelb gefärbte Fortsätze, die an den Spitzen zurückgeschlagen sind. Der Fruchtknoten ist nahezu sitzend. Über die Früchte und Samen ist nichts bekannt.

## Verbreitung und Systematik
Euphorbia filiflora ist in der südafrikanischen Provinz Nordkap im Namaqualand verbreitet.
Die Erstbeschreibung der Art erfolgte 1913 durch Rudolf Marloth. Als Synonym zu dieser Art gelten Euphorbia meyeri Nel (1933) und Euphorbia nelii A.C.White, R.A.Dyer & B.Sloane (1941).